# Csősz
Csősz là một thị trấn thuộc hạt Fejér, Hungary. Thị trấn này có diện tích 17,11 km², dân số năm 2010 là 1042 người, mật độ 61 người/km².